# Nati nel 1993/Maggio
| Questa pagina contiene informazioni ricavate automaticamente dalle voci biografiche con l'ausilio del template Bio e di un bot. L'aggiornamento è periodico e automatico e ricostruisce completamente la pagina. Se manca una persona in questa lista, sei pregato di non aggiungerla, ma accertati piuttosto che la sua voce biografica contenga il template Bio e che i dati anagrafici siano correttamente compilati. Se il template Bio manca, inseriscilo tu stesso o, in alternativa, metti l'avviso {{tmp\|Bio}} che ne segnala la mancanza. Se i dati riportati sono sbagliati, correggi direttamente la voce biografica; le modifiche saranno visibili in questa lista entro pochi giorni. Per chiarimenti vedi il progetto biografie. La lista contiene solo le 490 persone che sono citate nell'enciclopedia e per le quali è stato implementato correttamente il template Bio. Pagina aggiornata al 18 ago 2025. |

- 1º maggio - Jean-Christophe Bahebeck, ex calciatore francese
- 1º maggio - Anastasija Beljakova, pugile russa
- 1º maggio - Jean Deretti, ex calciatore brasiliano
- 1º maggio - Stefan Dimić, calciatore serbo
- 1º maggio - Francesco Forte, calciatore italiano
- 1º maggio - Iraklīs Garoufalias, calciatore greco
- 1º maggio - Benik Hovhannisyan, calciatore armeno
- 1º maggio - Igor Aquino da Silva, calciatore brasiliano
- 1º maggio - Itamunua Keimuine, calciatore namibiano
- 1º maggio - Rutger Koppelaar, astista olandese
- 1º maggio - Jean-Pierre Nsame, calciatore camerunese
- 1º maggio - Agustín Sandona, calciatore argentino
- 1º maggio - Michele Spotti, direttore d'orchestra italiano
- 1º maggio - Sepp Straka, golfista austriaco
- 1º maggio - Masaya Tashiro, calciatore giapponese
- 1º maggio - Jorge Trinidad, calciatore uruguaiano
- 1º maggio - Gabriele Vassallo, pallanuotista italiano
- 1º maggio - Alexis Vega, calciatore argentino
- 2 maggio - Joachim Adukor, calciatore ghanese
- 2 maggio - Luana Bertolucci, calciatrice brasiliana
- 2 maggio - Kevin Capers, cestista statunitense
- 2 maggio - Georgi Conov, triplista bulgaro
- 2 maggio - Carlotta Daminato, pallavolista italiana
- 2 maggio - Owain Doull, ciclista su strada e pistard britannico
- 2 maggio - Tauras Jogėla, cestista lituano
- 2 maggio - Stanislav Lunin, calciatore kazako († 2021)
- 2 maggio - Dolly Menga, calciatore belga
- 2 maggio - Romina Pinna, calciatrice italiana
- 2 maggio - Facundo Quignon, calciatore argentino
- 2 maggio - Denzel Slager, ex calciatore olandese
- 2 maggio - Huang Zitao, cantautore, rapper e produttore discografico cinese
- 3 maggio - Aram Arami, attore tedesco
- 3 maggio - Zoë Belkin, attrice canadese
- 3 maggio - Lukhum Chkhvimiani, judoka georgiano
- 3 maggio - Eugénie Duval, ciclista su strada e pistard francese
- 3 maggio - Yair Ibargüen, calciatore colombiano
- 3 maggio - Cameron Porter, ex calciatore statunitense
- 3 maggio - Alex Pritchard, calciatore inglese
- 3 maggio - Rodolfo de Almeida Guimarães, calciatore brasiliano
- 3 maggio - Andrea Ros, attrice spagnola
- 3 maggio - Tye Smith, giocatore di football americano statunitense
- 4 maggio - Maialen Axpe, astista spagnola
- 4 maggio - Vitālijs Barinovs, ex calciatore lettone
- 4 maggio - Hannah Barnes, ex ciclista su strada britannica
- 4 maggio - Krisztián Bedő, pallanuotista ungherese
- 4 maggio - Jānis Bērziņš, cestista lettone
- 4 maggio - Dorian Finney-Smith, cestista statunitense
- 4 maggio - Mikael Frycklund, hockeista su ghiaccio svedese
- 4 maggio - Clara Garrido, attrice, fotografa e modella spagnola
- 4 maggio - Chris Holsten, cantante norvegese
- 4 maggio - Kyshoen Jarrett, giocatore di football americano statunitense
- 4 maggio - Mohamad Kdouh, calciatore libanese
- 4 maggio - Khalil Ibrahim, calciatore emiratino
- 4 maggio - Simen Kind Mikalsen, calciatore norvegese
- 4 maggio - Anderson Leite, calciatore brasiliano
- 4 maggio - Iñigo Lekue, calciatore spagnolo
- 4 maggio - Ruslan Malinovs'kyj, calciatore ucraino
- 4 maggio - Shygirl, cantante, disc jockey e rapper britannica
- 4 maggio - Soraya Paladin, ciclista su strada italiana
- 4 maggio - Simone Petilli, ciclista su strada italiano
- 4 maggio - Hatchie, cantautrice e polistrumentista australiana
- 4 maggio - Gagik Poġosyan, calciatore armeno
- 4 maggio - Kristoffer Skjerping, ex ciclista su strada norvegese
- 4 maggio - Mamyr Staš, ciclista su strada e pistard russo
- 4 maggio - Sun Gang, schermidore cinese
- 4 maggio - Hassan Taftian, velocista iraniano
- 4 maggio - Aisuluu Tynybekova, lottatrice kirghisa
- 4 maggio - Karlos Williams, giocatore di football americano statunitense
- 4 maggio - Kōhei Yamakoshi, calciatore giapponese
- 5 maggio - Rosco Allen, cestista ungherese
- 5 maggio - Jalen Cannon, cestista statunitense
- 5 maggio - Samantha Cash, pallavolista statunitense
- 5 maggio - Juri Cisotti, calciatore italiano
- 5 maggio - Katia Coppola, giocatrice di calcio a 5 e ex calciatrice italiana
- 5 maggio - Ammanuel Diressa, cestista canadese
- 5 maggio - Jordan Green, ex cestista statunitense
- 5 maggio - Rafaīl Koumentakīs, pallavolista greco
- 5 maggio - Marius Kusch, nuotatore tedesco
- 5 maggio - Kathrine Larsen, calciatrice danese
- 5 maggio - Damion Lowe, calciatore giamaicano
- 5 maggio - Max Niederlag, ex pistard tedesco
- 5 maggio - Francine Niyonsaba, mezzofondista burundese
- 5 maggio - Amer Ordagić, calciatore bosniaco
- 5 maggio - Adelina Pastor, ex velocista rumena
- 5 maggio - Danijel Petković, calciatore montenegrino
- 5 maggio - Ștefan Popescu, ex calciatore rumeno
- 5 maggio - Vadim Rață, calciatore moldavo
- 5 maggio - Steffen Skogvang Pedersen, ex giocatore di calcio a 5 e calciatore norvegese
- 5 maggio - Callum Tapping, calciatore scozzese
- 5 maggio - Vladislav Truškin, cestista russo
- 6 maggio - Saif Salman, calciatore iracheno
- 6 maggio - Myrat Annaýew, calciatore turkmeno
- 6 maggio - Javier Corvatta, giocatore di calcio a 5 argentino
- 6 maggio - Manuel De Iriondo, calciatore argentino
- 6 maggio - Taylor Ellis-Watson, velocista statunitense
- 6 maggio - Giulia Franceschetti, doppiatrice italiana
- 6 maggio - Alex Frei, hockeista su ghiaccio italiano
- 6 maggio - Gastón Gil Romero, calciatore argentino
- 6 maggio - Beatrice Grannò, attrice e musicista italiana
- 6 maggio - Gustavo Gómez, calciatore paraguaiano
- 6 maggio - Brooke Hendrix, calciatrice statunitense
- 6 maggio - Sam Johnson, calciatore liberiano
- 6 maggio - Kim Da-som, cantante e attrice sudcoreana
- 6 maggio - Anthony Koura, calciatore francese
- 6 maggio - Uroš Kovačević, pallavolista serbo
- 6 maggio - Mesca, calciatore guineense
- 6 maggio - Alina Paš, rapper e cantante ucraina
- 6 maggio - Naomi Scott, attrice e cantante britannica
- 6 maggio - Désiré Segbé Azankpo, calciatore beninese
- 6 maggio - Mallex Smith, giocatore di baseball statunitense
- 6 maggio - Anilda Thomas, velocista indiana
- 7 maggio - Nick Besler, calciatore statunitense
- 7 maggio - Yannick Cortie, calciatore olandese
- 7 maggio - Amyra Dastur, attrice indiana
- 7 maggio - Stefano Denswil, calciatore surinamese
- 7 maggio - Kenneth Dougall, calciatore australiano
- 7 maggio - Amile Jefferson, ex cestista e allenatore di pallacanestro statunitense
- 7 maggio - Haythem Jouini, calciatore tunisino
- 7 maggio - Vladyslav Kulač, calciatore ucraino
- 7 maggio - Will Ospreay, wrestler inglese
- 7 maggio - Mihai Popescu, calciatore rumeno
- 7 maggio - Nicolae Stanciu, calciatore rumeno
- 7 maggio - Ajla Tomljanović, tennista croata
- 7 maggio - Marvin Wanitzek, calciatore tedesco
- 7 maggio - Yoon So-hee, attrice sudcoreana
- 8 maggio - Olarenwaju Kayode, calciatore nigeriano
- 8 maggio - Miha Blažič, calciatore sloveno
- 8 maggio - Guillermo Celis, calciatore colombiano
- 8 maggio - Micah Christenson, pallavolista statunitense
- 8 maggio - Nia Grant, pallavolista statunitense
- 8 maggio - Anastasija Novosad, sciatrice freestyle ucraina
- 8 maggio - Lucas Rodríguez, calciatore uruguaiano
- 8 maggio - Nicolaj Thomsen, calciatore danese
- 8 maggio - Kayla Williams, ginnasta statunitense
- 9 maggio - Aurélie Chaboudez, ostacolista francese
- 9 maggio - Robbie Chosen, giocatore di football americano statunitense
- 9 maggio - Hugo Dorrego, calciatore uruguaiano
- 9 maggio - Yogi Ferrell, cestista statunitense
- 9 maggio - Shamil Kudiiamagomedov, lottatore russo
- 9 maggio - Laura Muir, mezzofondista britannica
- 9 maggio - Óscar Muñoz Oviedo, taekwondoka colombiano
- 9 maggio - Elbasan Rashani, calciatore norvegese
- 9 maggio - Bonnie Rotten, ex attrice pornografica, modella e regista statunitense
- 9 maggio - Edgars Vardanjans, ex calciatore lettone
- 9 maggio - Andrea Vilaró, cestista spagnola
- 9 maggio - Andre Wisdom, calciatore inglese
- 9 maggio - Ryōsuke Yamada, attore, cantante e ballerino giapponese
- 9 maggio - Mustafa Zazai, calciatore afghano
- 10 maggio - José Aja, calciatore uruguaiano
- 10 maggio - Tímea Babos, tennista ungherese
- 10 maggio - Yoann Barbet, calciatore francese
- 10 maggio - Emil Berggreen, ex calciatore danese
- 10 maggio - Kevin Bleeker, cestista olandese
- 10 maggio - Thomas Boakye, calciatore ghanese
- 10 maggio - Joao Bussotti, mezzofondista italiano
- 10 maggio - Maximiliano Cantera, calciatore uruguaiano
- 10 maggio - Jhon Córdoba, calciatore colombiano
- 10 maggio - Spencer Fox, attore e doppiatore statunitense
- 10 maggio - Martin Fraisl, calciatore austriaco
- 10 maggio - Luan Garcia Teixeira, calciatore brasiliano
- 10 maggio - Jason Geria, calciatore australiano
- 10 maggio - Miles Killebrew, giocatore di football americano statunitense
- 10 maggio - Bojanka Kostova, ex sollevatrice bulgara
- 10 maggio - Natsuno Kurami, pallavolista giapponese
- 10 maggio - Andreas Løvland, giocatore di calcio a 5 e calciatore norvegese
- 10 maggio - Emmanuel Mbola, calciatore zambiano
- 10 maggio - Daniele Mignanelli, calciatore italiano
- 10 maggio - Yonkaira Peña, pallavolista dominicana
- 10 maggio - Gavin Reilly, calciatore scozzese
- 10 maggio - Halston Sage, attrice statunitense
- 10 maggio - Mirai Shida, attrice e doppiatrice giapponese
- 10 maggio - Mauro Vilhete, calciatore portoghese
- 10 maggio - V″jačeslav Čurko, calciatore ucraino
- 11 maggio - Obert Bika, calciatore papuano
- 11 maggio - Eugeniu Cociuc, calciatore moldavo
- 11 maggio - Morgan Craft, tiratrice a volo statunitense
- 11 maggio - Sabrina D'Angelo, calciatrice canadese
- 11 maggio - Guo Li, sincronetta cinese
- 11 maggio - Moe Harkless, cestista statunitense
- 11 maggio - Hu Jianguan, pugile cinese
- 11 maggio - Dmytro Jusov, calciatore ucraino
- 11 maggio - Forrest Lasso, calciatore statunitense
- 11 maggio - Magnar Ødegaard, calciatore norvegese
- 11 maggio - Charles Ollivon, rugbista a 15 francese
- 11 maggio - Marko Pajač, calciatore croato
- 11 maggio - Elin Rubensson, calciatrice svedese
- 11 maggio - Miguel Sanó, giocatore di baseball dominicano
- 11 maggio - Juan Miguel Suero, cestista dominicano
- 11 maggio - Josef Černý, ciclista su strada ceco
- 12 maggio - Tobias Badila, ex calciatore francese
- 12 maggio - Federica Di Criscio, calciatrice italiana
- 12 maggio - Hilde Fenne, ex biatleta norvegese
- 12 maggio - Pablo González Juárez, calciatore spagnolo
- 12 maggio - Wendy Holdener, sciatrice alpina svizzera
- 12 maggio - Timo Horn, calciatore tedesco
- 12 maggio - Tomoya Inukai, calciatore giapponese
- 12 maggio - Debbi, cantante tedesca
- 12 maggio - Ákos Kinyik, calciatore ungherese
- 12 maggio - Nicholas Krause, ex sciatore alpino statunitense
- 12 maggio - Weverson Leandro Oliveira Moura, calciatore brasiliano
- 12 maggio - Colton Parayko, hockeista su ghiaccio canadese
- 12 maggio - Ali Price, rugbista a 15 britannico
- 12 maggio - Pauliena Rooijakkers, ciclista su strada, mountain biker e ciclocrossista olandese
- 12 maggio - Zoé Sostre, pallavolista portoricana
- 13 maggio - Bang Min-ah, cantante e attrice sudcoreana
- 13 maggio - Niccolò Centioni, attore italiano
- 13 maggio - Abby Dahlkemper, calciatrice statunitense
- 13 maggio - Federica Febbo, ginnasta italiana
- 13 maggio - Sidcley, calciatore brasiliano
- 13 maggio - Ezekiel Henty, calciatore nigeriano
- 13 maggio - Saša Ivković, calciatore serbo
- 13 maggio - Stefan Kraft, saltatore con gli sci austriaco
- 13 maggio - Sebastián Leyton, calciatore cileno
- 13 maggio - Romelu Lukaku, calciatore belga
- 13 maggio - Michael Matt, sciatore alpino austriaco
- 13 maggio - Emma Meesseman, cestista belga
- 13 maggio - Aurieus Minton, giocatore di football americano tedesco
- 13 maggio - William Michael Morgan, cantante statunitense
- 13 maggio - Cas Peters, calciatore olandese
- 13 maggio - Debby Ryan, attrice e cantante statunitense
- 13 maggio - Morgan Wallen, cantautore statunitense
- 13 maggio - Tones and I, cantante australiana
- 14 maggio - Chuma Anene, ex calciatore norvegese
- 14 maggio - Hugo Basto, calciatore portoghese
- 14 maggio - Flavio Bizzarri, nuotatore italiano
- 14 maggio - Anton Bratkov, calciatore ucraino
- 14 maggio - Luis Carrillo, cestista venezuelano
- 14 maggio - Miranda Cosgrove, attrice e cantante statunitense
- 14 maggio - James Donachie, calciatore australiano
- 14 maggio - Francesco Fioretti, ex danzatore su ghiaccio italiano
- 14 maggio - Kyle Freeland, giocatore di baseball statunitense
- 14 maggio - Olof K. Gustafsson, truffatore e criminale svedese
- 14 maggio - Youssef Kalfa, calciatore siriano
- 14 maggio - Derek Lunsford, culturista statunitense
- 14 maggio - Kristina Mladenovic, tennista francese
- 14 maggio - Luca Nostran, rugbista a 15 italiano
- 14 maggio - Kristóf Papp, calciatore ungherese
- 14 maggio - Addison Spruill, cestista statunitense
- 14 maggio - Claudio Torrejón, calciatore peruviano
- 14 maggio - Josecarlos Van Rankin, calciatore messicano
- 14 maggio - Oliver Zelenika, calciatore croato
- 15 maggio - Stefania Bivone, modella italiana
- 15 maggio - Shanice Craft, discobola e pesista tedesca
- 15 maggio - Mohamed Gouaida, calciatore tunisino
- 15 maggio - Josh Gross, calciatore olandese
- 15 maggio - Tomáš Kalas, calciatore ceco
- 15 maggio - Marco Larsen, ex calciatore danese
- 15 maggio - Réginald Mbu Alidor, calciatore francese
- 15 maggio - Ryan McGinnis, attore e ballerino statunitense
- 15 maggio - Quế Ngọc Hải, calciatore vietnamita
- 15 maggio - Jennie Nordin, calciatrice svedese
- 15 maggio - Edoardo Padovani, rugbista a 15 italiano
- 15 maggio - Dominique Pandor, calciatore francese
- 15 maggio - Joey Pelupessy, calciatore olandese
- 15 maggio - Diego Rubio, calciatore cileno
- 15 maggio - Olaf Schaftenaar, cestista olandese
- 15 maggio - Willie Hortencio Barbosa, calciatore brasiliano
- 16 maggio - Johannes Thingnes Bø, ex biatleta norvegese
- 16 maggio - Gale, cantautrice e compositrice portoricana
- 16 maggio - Ricardo Esgaio, calciatore portoghese
- 16 maggio - Nungira Hanwutinanon, attrice thailandese
- 16 maggio - IU, cantautrice e attrice sudcoreana
- 16 maggio - Cedric Kuakumensah, ex cestista togolese
- 16 maggio - Karol Mets, calciatore estone
- 16 maggio - Atticus Mitchell, attore canadese
- 16 maggio - Willian Osmar de Oliveira Silva, calciatore brasiliano
- 17 maggio - Junior Arias, calciatore uruguaiano
- 17 maggio - GoldLink, rapper e cantautore statunitense
- 17 maggio - Patricio Garino, cestista argentino
- 17 maggio - Léo Coelho, calciatore brasiliano
- 17 maggio - Laura Heyrman, pallavolista belga
- 17 maggio - Giulia Monaco, calciatrice italiana
- 17 maggio - Casimir Ninga, calciatore ciadiano
- 17 maggio - Rhys Patchell, rugbista a 15 britannico
- 17 maggio - Rafa Silva, calciatore portoghese
- 17 maggio - Rafael Thyere, calciatore brasiliano
- 17 maggio - Ocean Wisdom, rapper britannico
- 17 maggio - Marcos de Paula Dutra, calciatore brasiliano
- 17 maggio - Koray Şahin, pallavolista turco
- 18 maggio - Joaquín Arzura, ex calciatore argentino
- 18 maggio - Danielle Carter, calciatrice britannica
- 18 maggio - Riccardo Fiamozzi, calciatore italiano
- 18 maggio - Jingi Irie, attore e doppiatore giapponese
- 18 maggio - Kyle, rapper e attore statunitense
- 18 maggio - Fredrik Oldrup Jensen, calciatore norvegese
- 18 maggio - Frantz Pangop, ex calciatore camerunese
- 18 maggio - Andrey Pereira, giocatore di football americano brasiliano
- 18 maggio - Jiří Prskavec, canoista ceco
- 18 maggio - Shane Ray, giocatore di football americano statunitense
- 18 maggio - Luciano da Rocha Neves, calciatore brasiliano
- 18 maggio - Joan Ángel Román, calciatore spagnolo
- 18 maggio - Ryōhei Shirasaki, calciatore giapponese
- 18 maggio - Alekseev, cantante ucraino
- 18 maggio - Jessica Watson, velista australiana
- 19 maggio - Suhail Al-Mansoori, calciatore emiratino
- 19 maggio - Mahdi Al-Humaidan, calciatore bahreinita
- 19 maggio - Matheus Alves, calciatore brasiliano
- 19 maggio - Emil Bergström, calciatore svedese
- 19 maggio - Jonathan Bond, calciatore inglese
- 19 maggio - Dominic Demschar, ex sciatore alpino australiano
- 19 maggio - Adolfo Fernández Díaz, giocatore di calcio a 5 spagnolo
- 19 maggio - Serkan Göksu, calciatore turco
- 19 maggio - Connor Hellebuyck, hockeista su ghiaccio statunitense
- 19 maggio - Mandeep Jangra, pugile indiano
- 19 maggio - Ryūnosuke Kamiki, attore e doppiatore giapponese
- 19 maggio - Jason Kubler, tennista australiano
- 19 maggio - Giannina Lattanzio, calciatrice ecuadoriana
- 19 maggio - Kōstas Laïfīs, calciatore cipriota
- 19 maggio - Matúš Macík, calciatore slovacco
- 19 maggio - Josef Martínez, calciatore venezuelano
- 19 maggio - Nguyễn Thị Huyền, ostacolista e velocista vietnamita
- 19 maggio - Andrea Rangel, pallavolista messicana
- 19 maggio - Garrett Scantling, multiplista statunitense
- 19 maggio - João Schmidt, calciatore brasiliano
- 19 maggio - Jarrod Uthoff, cestista statunitense
- 19 maggio - Sodiq Yusuff, artista marziale misto nigeriano
- 19 maggio - Walker Zimmerman, calciatore statunitense
- 20 maggio - Akam, wrestler e ex lottatore canadese
- 20 maggio - Agustina Barroso, calciatrice argentina
- 20 maggio - Aydar Bekzhanov, ex pattinatore di short track kazako
- 20 maggio - Iván Bulos, ex calciatore peruviano
- 20 maggio - Luca Calapai, calciatore italiano
- 20 maggio - Sofia Devetag, pallavolista italiana
- 20 maggio - Fitzroy Dunkley, velocista giamaicano
- 20 maggio - Rafael Gava, calciatore brasiliano
- 20 maggio - Juanmi Jiménez, calciatore spagnolo
- 20 maggio - Lin Shih-chia, arciera taiwanese
- 20 maggio - Ramy Rabia, calciatore egiziano
- 20 maggio - Luka Rupnik, cestista sloveno
- 20 maggio - Vado Kitenga, calciatore angolano
- 21 maggio - Hereiti Bernardino, velocista
- 21 maggio - Dorian Bertrand, calciatore francese
- 21 maggio - Arsalan Budazhapov, lottatore russo
- 21 maggio - Tre Demps, ex cestista statunitense
- 21 maggio - Luke Garbutt, calciatore inglese
- 21 maggio - Ghali, rapper e cantautore italiano
- 21 maggio - Sūḩrob Khoçaev, martellista tagiko
- 21 maggio - Matías Kranevitter, calciatore argentino
- 21 maggio - Laura Loomer, politica e opinionista statunitense
- 21 maggio - Curtis Nelson, calciatore inglese
- 21 maggio - Petăr Patev, calciatore bulgaro
- 21 maggio - Emily Roberts, cantante tedesca
- 21 maggio - Mohammed Jabbar Shwkan, calciatore iracheno
- 21 maggio - Sim Sang-min, calciatore sudcoreano
- 21 maggio - Daniel Sotres, calciatore spagnolo
- 21 maggio - Draško Stanivuković, politico bosniaco
- 21 maggio - Hikari Takagi, calciatrice giapponese
- 21 maggio - Lynn Williams, calciatrice statunitense
- 22 maggio - Ramiro Benetti, calciatore brasiliano
- 22 maggio - Berkay Candan, cestista turco
- 22 maggio - Charles Jackson, cestista statunitense
- 22 maggio - Cory James, giocatore di football americano statunitense
- 22 maggio - Alan Kováč, calciatore slovacco
- 22 maggio - Dalia Muccioli, ex ciclista su strada italiana
- 22 maggio - Einar, cantante cubano
- 22 maggio - Elena Osipova, arciera russa
- 22 maggio - Magomed Ramazanov, lottatore russo
- 22 maggio - K'Sun Ray, attore statunitense
- 22 maggio - Sebastian Silva Gomez, ex giocatore di football americano colombiano
- 22 maggio - Ezequiel Jacinto de Biasi, calciatore brasiliano
- 23 maggio - Sargis Adamyan, calciatore armeno
- 23 maggio - Eseosa Aigbogun, calciatrice svizzera
- 23 maggio - Mohammed Al-Saiari, calciatore saudita
- 23 maggio - Rafael Barrios, calciatore argentino
- 23 maggio - Luka Bobičanec, calciatore croato
- 23 maggio - Batraz Chadarcev, calciatore russo
- 23 maggio - Leandro Chetti, ex calciatore argentino
- 23 maggio - Andell Cumberbatch, cestista statunitense
- 23 maggio - Guillermo Fernández Hierro, calciatore spagnolo
- 23 maggio - Aremi Fuentes, sollevatrice messicana
- 23 maggio - Florian Hartherz, calciatore tedesco
- 23 maggio - Andy Janovich, giocatore di football americano statunitense
- 23 maggio - Yuliana Lizarazo, tennista colombiana
- 23 maggio - Germain Louvet, ballerino e attore francese
- 23 maggio - Dawid Podsiadło, cantante polacco
- 23 maggio - Sara Sabry, ingegnere e imprenditrice egiziana
- 23 maggio - Hugo Silveira, calciatore uruguaiano
- 23 maggio - Stephon Tuitt, ex giocatore di football americano statunitense
- 24 maggio - Nelson Agholor, giocatore di football americano nigeriano
- 24 maggio - Bob Bertemes, pesista lussemburghese
- 24 maggio - Irol, rapper sammarinese
- 24 maggio - Artëm Mal'cev, fondista russo
- 24 maggio - Lester Medford, cestista statunitense
- 24 maggio - Julia Molins, attrice e modella spagnola
- 24 maggio - Alan Schons, calciatore brasiliano
- 24 maggio - Uju Ugoka, cestista nigeriana
- 24 maggio - Nico Yennaris, calciatore inglese
- 25 maggio - Ruslan Abazov, ex calciatore russo
- 25 maggio - Andrew Andrews, cestista statunitense
- 25 maggio - Yanick Brecher, calciatore svizzero
- 25 maggio - Hyoran, calciatore brasiliano
- 25 maggio - Ebert Cardoso da Silva, calciatore brasiliano
- 25 maggio - Valerio Grasselli, pentatleta italiano
- 25 maggio - Toqtar Janğılışbaý, calciatore kazako
- 25 maggio - Virginia Kirchberger, calciatrice austriaca
- 25 maggio - Pierre Lees-Melou, calciatore francese
- 25 maggio - Timo Letschert, calciatore olandese
- 25 maggio - Bobby Lockwood, attore britannico
- 25 maggio - Zsolt Nagy, calciatore ungherese
- 25 maggio - Omolara Omotosho, velocista nigeriana
- 25 maggio - Norman Powell, cestista statunitense
- 25 maggio - Juan Edgardo Ramírez, calciatore argentino
- 25 maggio - Andrés Roa, calciatore colombiano
- 25 maggio - Judson Silva Tavares, calciatore brasiliano
- 25 maggio - Simon Strand, calciatore svedese
- 25 maggio - Patricia Taea, velocista cookese
- 26 maggio - Trey Davis, cestista statunitense
- 26 maggio - Erica Falbo, calciatrice italiana
- 26 maggio - Jamal Hairane, mezzofondista qatariota
- 26 maggio - Elmo Kambindu, calciatore namibiano
- 26 maggio - Martina Kiššová, ex cestista slovacca
- 26 maggio - Nick Kwiatkoski, giocatore di football americano statunitense
- 26 maggio - Melania Martinovic, calciatrice italiana
- 26 maggio - Sebastian Ohlsson, calciatore svedese
- 26 maggio - Cristhian Pacheco, maratoneta peruviano
- 26 maggio - Víctor Salazar, calciatore argentino
- 26 maggio - Sanni, cantante, compositrice e attrice finlandese
- 26 maggio - Katerine Savard, nuotatrice canadese
- 26 maggio - Naza, rapper e cantante francese
- 26 maggio - Nicola Tiozzo, pallavolista italiano
- 26 maggio - Lasha Torghvaidze, triplista georgiano
- 26 maggio - Gustav Valsvik, calciatore norvegese
- 26 maggio - Gabriel Ynoa, giocatore di baseball dominicano
- 26 maggio - Rayderley Zapata, ginnasta spagnolo
- 26 maggio - Vjačeslav Zinkov, calciatore russo
- 26 maggio - Cansu Çetin, pallavolista turca
- 26 maggio - Vladimir Žoga, militare russo († 2022)
- 26 maggio - Kateryna Žydačevs'ka, lottatrice ucraina
- 27 maggio - Fabio Andolfi, pilota di rally italiano
- 27 maggio - Tekele Cotton, cestista statunitense
- 27 maggio - Yūhi Fujinami, lottatore giapponese
- 27 maggio - Faik Güneş, pallavolista turco
- 27 maggio - Alex Harden, cestista statunitense
- 27 maggio - Kevin Hardy, ex cestista statunitense
- 27 maggio - Shift K3Y, disc jockey, produttore discografico e cantante britannico
- 27 maggio - Jalen Jones, cestista statunitense
- 27 maggio - Mikel Agu, calciatore nigeriano
- 27 maggio - Bruno Rojas, velocista boliviano
- 27 maggio - Amrinder Singh, calciatore indiano
- 28 maggio - Olavi Allase, mezzofondista estone
- 28 maggio - Kódjo Kassé Alphonse, calciatore ivoriano
- 28 maggio - Mikel Aristi, ex ciclista su strada spagnolo
- 28 maggio - Antony Auclair, ex giocatore di football americano canadese
- 28 maggio - Andrija Bojić, cestista serbo
- 28 maggio - Damien Wilson, giocatore di football americano statunitense
- 28 maggio - David Douline, calciatore francese
- 28 maggio - Ami Faku, cantante sudafricana
- 28 maggio - Franco Flores, calciatore argentino
- 28 maggio - Christian Irobiso, calciatore nigeriano
- 28 maggio - Svenja Jung, attrice tedesca
- 28 maggio - Masashi Kamekawa, calciatore giapponese
- 28 maggio - David Ramírez, calciatore costaricano
- 28 maggio - Til Schindler, attore tedesco
- 29 maggio - Nemanja Bezbradica, cestista serbo
- 29 maggio - Richard Carapaz, ciclista su strada ecuadoriano
- 29 maggio - Jana Čepelová, ex tennista slovacca
- 29 maggio - Lorenzo Gardella, pallanuotista italiano
- 29 maggio - B.J. Goodson, ex giocatore di football americano statunitense
- 29 maggio - Hjörvar Steinn Grétarsson, scacchista islandese
- 29 maggio - Martina Menegoni, calciatrice italiana
- 29 maggio - Maika Monroe, attrice statunitense
- 29 maggio - Felix Nieder, modello e scrittore tedesco
- 29 maggio - Ethan Pinnock, calciatore giamaicano
- 29 maggio - Thomas Weber, calciatore austriaco
- 29 maggio - Connor Wood, ex cestista canadese
- 29 maggio - Paulo Victor de Menezes Melo, calciatore brasiliano
- 30 maggio - Yannick Bastos, ex calciatore lussemburghese
- 30 maggio - Hugo Boucheron, canottiere francese
- 30 maggio - Maksym Dehtjar'ov, calciatore ucraino
- 30 maggio - Sami Eleraky, cestista danese
- 30 maggio - Dylan Flores, calciatore costaricano
- 30 maggio - Luca Frigo, hockeista su ghiaccio italiano
- 30 maggio - Sōta Fukushi, attore giapponese
- 30 maggio - Bayron Garcés, calciatore colombiano
- 30 maggio - Maurice Hirsch, ex calciatore tedesco
- 30 maggio - Ryan Kelly, giocatore di football americano statunitense
- 30 maggio - Alessandro Martinelli, calciatore svizzero
- 30 maggio - Sean McDermott, calciatore irlandese
- 30 maggio - Naohisa Takato, judoka giapponese
- 30 maggio - Nikola Vuksanović, giocatore di football americano serbo
- 31 maggio - Gloria Baldi, pallavolista italiana
- 31 maggio - Asuka Cambridge, velocista giapponese
- 31 maggio - José Campaña, calciatore spagnolo
- 31 maggio - Sebas Coris, calciatore spagnolo
- 31 maggio - Silvia Guidi, calciatrice italiana
- 31 maggio - Davide Martinelli, ex ciclista su strada italiano
- 31 maggio - Deniz Menekse, lottatore tedesco
- 31 maggio - Adrian Meronk, golfista polacco
- 31 maggio - Jonathan Rivera, pallavolista portoricano
- 31 maggio - Ralph Weber, ex sciatore alpino svizzero